# Дмитрієв Євген Іванович
Євге́н Іва́нович Дми́трієв (нар. 10 лютого 1947, місто Мелітополь Мелітопольського району Запорізької області — 31 травня 2021, місто Київ) — український радянський компартійний діяч та промисловець, 1-й секретар Чернівецького обкому КПУ, народний депутат України 1-го скликання. Член ЦК КПУ в 1990—1991 роках. Кандидат технічних наук.

## Біографія
Народився в родині вчителів. Трудову діяльність розпочав у 1965 році слюсарем ковальсько-пресового цеху Мелітопольського заводу імені Воровського Запорізької області, потім працював токарем на цьому ж заводі.
У 1966—1971 роках — студент Мелітопольського інституту механізації сільського господарства, за фахом — інженер-механік з організації і технології ремонту машин.
У 1971—1974 роках — старший інженер-діагностик, начальник служби, заступник керуючого Кіцманського районного об'єднанням «Сільгосптехніка» Чернівецької області.
Член КПРС з 1974 року.
У 1974—1976 роках — 2-й секретар Кіцманського районного комітету комсомолу (ЛКСМУ) Чернівецької області. У 1976 році — 1-й секретар Кіцманського районного комітету ЛКСМУ.
У 1976—1979 роках — інструктор відділу організаційно-партійної роботи Чернівецького обласного комітету КПУ.
У 1979—1981 роках — слухач Вищої партійної школи при ЦК КПУ в Києві. У 1981 році — інструктор Чернівецького обласного комітету КПУ.
У 1981—1983 роках — 2-й секретар Новоселицького районного комітету КПУ Чернівецької області. У 1983—1987 роках — 1-й секретар Новоселицького районного комітету КПУ Чернівецької області.
У лютому 1987 — квітні 1989 року — інспектор, відповідальний організатор відділу ЦК КПУ.
У квітні 1989 — січні 1990 року — секретар Чернівецького обласного комітету КПУ з сільського господарства.
12 січня 1990 — серпень 1991 року — 1-й секретар Чернівецького обласного комітету КПУ. Одночасно, у квітні 1990 — червні 1991 року — голова Чернівецької обласної ради народних депутатів.
У 1990—1994 роках — народний депутат України 1-го скликання. Одночасно, у 1991—1992 р. — генеральний директор будівельної зовнішньо-економічної асоціації «Єдність» у Києві.
У 1994—1995 роках — генеральний директор будівельної асоціації «Єдність» у Києві.
У 1996—1997 роках — президент відділення Міжнародної асоціації боротьби з наркоманією та наркобізнесом у Києві.
У 1997—1999 роках — радник генерального директора Державного зовнішньо-економічного підприємства «Укрзовнішхімпром» у місті Києві.
У 1999—2000 роках — генеральний директор Кримського виробничого об'єднання «Титан». У 2000—2004 роках — голова правління — генеральний директор Кримської державної акціонерної компанії (ДАК) «Титан». У 2004—2007 роках — голова правління закритого акціонерного товариства (ЗАТ) «Кримський Титан» у місті Армянську. Основний напрям наукових досліджень — технологія виробництва мінеральних добрив.
Потім — на пенсії. Помер 31 травня 2021 року в місті Києві.

## Нагороди
- орден «За заслуги» ІІІ ст. (1997)[2]
- ордени
- медалі
- заслужений працівник промисловості АР Крим (2001)
- заслужений працівник промисловості України (2004)
- Почесний громадянин міста Новоселиця